# Jaj, de magas ez a vendégfogadó
A Jaj, de magas ez a vendégfogadó című műdal dallamát Simonffy Kálmán szerezte, szövegét Tolnai Alajos írta. A dallamot éneklik Három a tánc! kezdetű szöveggel is; ez Vecsey Sándor költeménye.
A dal mára népdallá vált.
Feldolgozás:
| Szerző        | Mire          | Mű                    |
| ------------- | ------------- | --------------------- |
| Farkas Ferenc | ének, zongora | 50 csárdás, 35. kotta |

## Kotta és dallam
| Jaj, de magas, jaj, de magas ez a vendégfogadó, van- e benne, van- e benne barna kislány eladó? Ha nincs benne barna kislány eladó, dűljön össze ez a vendégfogadó! | Három a tánc! Három a tánc! Mindig az volt Pest-Budán, Jaj, de szépen, gyönyörűen járja ez a kisleány! Mint a rózsát, ha a szellő lengeti, Táncra termett kis lábait úgy szedi. |

Az 1900-as évek első éveiből származik az alábbi munkásmozgalmi szöveg; szerzőjén vitatkoznak a kutatók.
Piros zászlót, vörös zászlót lobogtat már a szellő,

jer alája, jer alája, te jogtalan szenvedő!

Testvérünk vagy, mért ne tartanál velünk,

ha munkás vagy, nem lehetsz te ellenünk.

## Felvételek
- Jaj, de magas ez a vendégfogadó. Székely Mihály  YouTube (2016. február 27.)  (Hozzáférés: 2016. április 8.) (audió)
- Jaj de magas ez a vendégfogadó. Ének: Solti Károly, kísér Lakatos Sándor és népi zenekara  YouTube (2012. november 30.)  (Hozzáférés: 2016. április 8.) (audió)
- Jaj de magas ez a vendégfogadó. Bősi Szabó László  YouTube (2015. február 25.)  (Hozzáférés: 2016. április 8.) (videó)
- Jaj de magas. Smidéliusz Évike  magyarnota.network.hu (Hozzáférés: 2016. április 8.)
- Csárdáscsokor. Bognár Gyula  YouTube (2010. december 31.)  (Hozzáférés: 2016. április 8.) (audió, fényképsorozat) 1:39-ig.